# Грушевка (Ровненский район)
Грушевка (укр. Грушівка) — село в Березновской городской общине Ровненского района Ровненской области Украины.
До 2020 года входило в Березновский район.
Население по переписи 2001 года составляло 651 человек. Почтовый индекс — 34651. Телефонный код — 3653. Код КОАТУУ — 5620484001.